# John Stillings
John Stuart Stillings (Sedro-Woolley, 23 de julio de 1955) es un deportista estadounidense que compitió en remo con timonel. Participó en los Juegos Olímpicos de Los Ángeles 1984, obteniendo una medalla de plata en la prueba de cuatro con timonel..

## Palmarés internacional
| Juegos Olímpicos | Juegos Olímpicos             | Juegos Olímpicos | Juegos Olímpicos   |
| Año              | Lugar                        | Medalla          | Prueba             |
| ---------------- | ---------------------------- | ---------------- | ------------------ |
| 1984             | Los Ángeles (Estados Unidos) | Medalla de plata | Cuatro con timonel |